# Проспект Калинина (Барнаул)
Проспе́кт Кали́нина — одна из центральных улиц Барнаула. Проспект проходит по Октябрьскому и Железнодорожному районам города, от площади Октября до проспекта Космонавтов в северном направлении, меняя трассировку у площади Текстильщиков на северо-запад. Протяженность проспекта — 4,9 км. Ширина — от 36 до 11 метров. Отрезок улицы от площади Октября до площади Текстильщиков разделен на две части аллеей. Трамвайные пути проложены от Северо-Западной улицы до проспекта Космонавтов.
Своё название проспект получил в честь советского государственного деятеля — М. И. Калинина.

## История
Территория, где расположен проспект, в начале XX века находилась на северной окраине города. Здесь были склады и заимки барнаульских купцов. После грандиозного пожара 2 мая 1917 года Городская дума утвердила план город-сада, согласно которому на этих землях предполагалось сделать идеально круглую площадь, от которой отходило бы шесть симметричных радиусов-бульваров. Площадь должна была напоминать солнце, бульвары — солнечные лучи. Было выделено 300 участков для строительства. Но желающих оказалось так много, что пришлось проводить жеребьевки. Стимулом было то, что погорельцы желали обзавестись жильем. Однако из-за общей хозяйственной неупорядоченности в ходе реализации проекта нарушались элементарные градостроительные нормы, часто происходил самозахват территории.
Позднее, в середине 30-х годов XX века проектируемый центр города-сада сместился в сторону площади Текстильщиков. Первые три луча бульвара пересекались с проспектом Ленина. После создания в Барнауле меланжевого комбината власти от этого градостроительного проекта отказались, отдав территорию под соцгородок для рабочих комбината.
Современная застройка проспекта Калинина появилась благодаря генеральному плану развития Барнаула от 1937 года. В месте пересечения проспекта Калинина и Ленина образована главная транспортная развязка города — площадь Сталина (ныне площадь Октября), построен ДК БМК и школа-десятилетка № 25 (сегодня здесь расположен Государственный художественный музей Алтайского края). Также на этом отрезке проспекта до площади Текстильщиков в 1932—1955 годах воздвигнуты жилые 5-этажные жилые дома, поликлиника и магазины в стиле сталинского классицизма, заменившее бараки меланжевого комбината.
Во время Великой Отечественной войны в Барнаул из европейской части СССР было эвакуировано более 100 промышленных предприятий, которые в основном разместились на северной окраине города. Магистралью, которая соединяла их с центром города, стал проспект Калинина, продленный за железнодорожную выемку.
В сентябре 2007 года на проспекте был проведен капитальный ремонт дорожного покрытия.